# Jean-Baptiste Robie

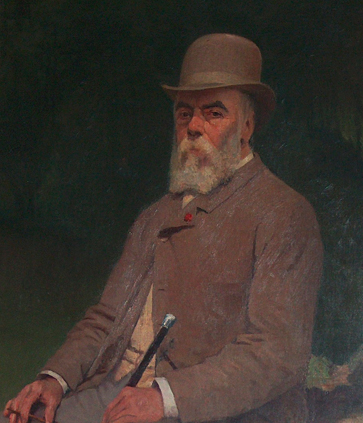
Jean-Baptiste Robie, portret door André Hennebicq

Jean-Baptiste Robie (Brussel, 19 november 1821 – Sint-Gillis (Brussel), 8 december 1910) was een Belgisch schrijver en reiziger maar in de eerste plaats een kunstschilder. Hij was in de negentiende eeuw de meest succesvolle schilder van poëtische stillevens met bloemen en fruit, in de traditie van de zeventiende-eeuwse Hollandse meesters. Hij bracht dit genre opnieuw in de mode, nadat het een hele tijd een beetje verwaarloosd was geraakt. In latere jaren schilderde hij eveneens oriëntaalse taferelen. Hij is nu bij het grote publiek wat in de vergeethoek geraakt.

## Jeugd en opleiding
Hij werd geboren in een arbeidersgezin uit de Marollen, een oude Brusselse volksbuurt. Hij kende in deze armoedige tijd een uiterst moeilijke jeugd. Zijn moeder stierf gedurende een cholera-epidemie. Daarna vlotte het niet met zijn stiefmoeder. Vermits zijn vader een smid was, lag zijn beroepskeuze als kunstenaar allesbehalve voor de hand.
Hij werd in 1833, op twaalfjarige leeftijd, ingeschreven als leerling aan de Academie voor Schone Kunsten in Brussel. Hij verliet deze instelling pas in 1842, zonder echter de eindexamens te hebben afgelegd. De eerste vier jaar in de academie werd hij de grondbeginselen van de kunst aangeleerd. Daarna trok hij, in de periode 1837–1838, naar Parijs, waar hij leerling werd van de decorateur Filatre. Maar in 1838 keerde hij terug naar de Brusselse Academie, waar hij leerde tekenen naar het antieke hoofd en naar de antieke figuur. Hier kreeg hier opleiding van Jean-Baptiste van Eycken (1809–1853), een schilder van historische taferelen, en van Balthasar Tasson (ook Balthasar François Tasson-Snell genoemd), decorateur en eveneens schilder van historische taferelen (1811–1890). Op dat ogenblik was de Brusselse kunstwereld nog steeds sterk beïnvloed door de neoklassieke Franse kunstschilder Jacques-Louis David, die na de restauratie van het Franse koningshuis in 1814, naar Brussel was uitgeweken in vrijwillige ballingschap. Robie vulde deze academische opleiding verder aan met veel zelfstudie, zondagse museumbezoeken en tekencampagnes op het platteland.

## Eerste jaren

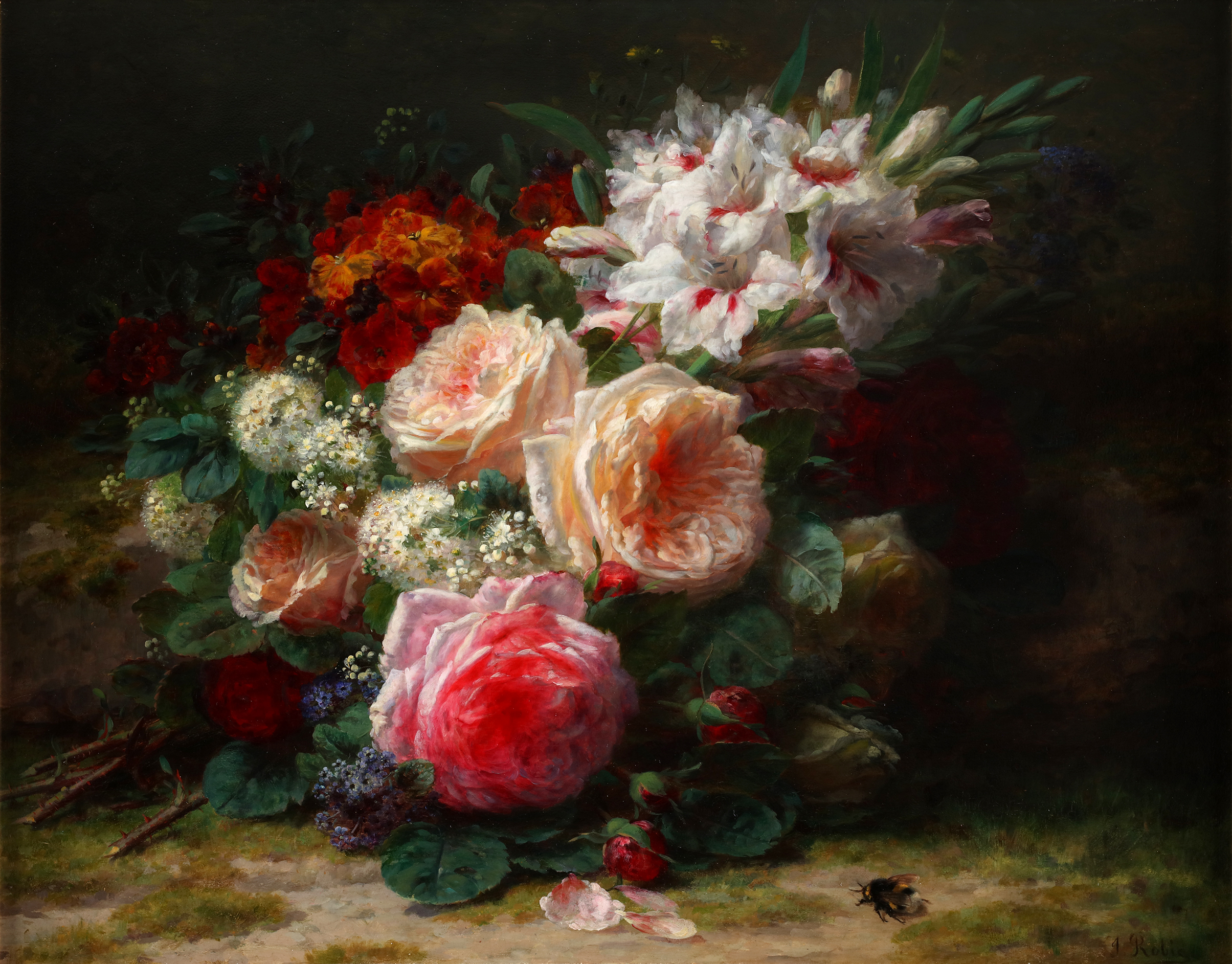
Bloemstilleven

Zijn eerste jaren als kunstschilder waren moeilijke tijden en hij woonde in armoedige omstandigheden. Hij zat steeds krap bij de kas en voerde daarom allerhande karweitjes uit als glas-, decoratie- en huisschilder. Hij schilderde ook uithangborden en verdiende nog wat bij met onbeduidende bloemstukjes. Hij schilderde eveneens portretten van Napoleon Bonaparte voor een kunsthandelaar, die ze aan Britse toeristen verkocht, ter aandenken aan de Slag bij Waterloo. In die jaren leerde hij de landschapschilder en etser Théodore Fourmois (1814–1871) kennen, met wie hij een levenslange hechte vriendschap onderhield. Hij debuteerde met werken in een realistische vormgeving.

## Succes
Maar meer en meer begon Robie zich toe te leggen op het schilderen van stillevens van planten, bloemen en vruchten. Reeds vanaf zijn debuut op het Salon in 1843 had hij veel succes. Het was het begin van een ononderbroken succesverhaal dat hem steeds hoger op de sociale ladder zou brengen.
Robies vele inzendingen naar salons in binnen- en buitenland waren steeds variaties op zijn succesformule: stillevens met prachtige textuurweergaven, overwegend vruchten, groenten en bloemen (rozen in het bijzonder), in getrouwe kleuren, getuigend van een fenomenale technische vaardigheid. Zijn stillevens met florale elementen zoals druiven, die achteloos op de grond of tegen een tuinmuurtje liggen, als lagen ze daar vergeten, zijn typisch. Het zijn geslaagde pogingen om te breken met de meer klassieke concepten van het stilleven. Maar ook het klassieke stilleven, waarbij bloemen, groenten, vruchten e.d. gecombineerd worden met vaatwerk, kandelaars, pronkerige kunstvoorwerpen, zoals zilveren schalen, en andere accessoires, behoorde tot zijn repertoire.
Tussen 1848 en 1875 woonde Robie geruime tijd in Londen, waardoor hij ook internationaal erkenning genoot. Hij heeft ook tentoongesteld in de Royal Academy van Londen.

## Société Libre des Beaux-Arts
Vermits hij ook enkele landschappen had geschilderd, werd hij in 1868 lid van de Société Libre des Beaux-Arts, samen met enkele van de bekendste Belgische landschapschilders van die tijd, zoals Camille Lemonnier, Louis Dubois, de marineschilder Louis Artan de Saint-Martin (1837–1890), Félicien Rops (1833–1898), Edouard Agneessens, de dierenschilder Alfred Verwee en nog vele anderen. Verschillende buitenlandse schilders, behorend tot de School van Barbizon, waren erelid, zoals Camille Corot, Charles-François Daubigny, Jean François Millet en Gustave Courbet.
Deze vereniging werd opgericht in 1868 op initiatief van een groep kunstenaars met o.a. de figuur- en landschapschilder Louis Dubois (1830–1880). Deze kunstenaars vormden een heterogene groep met dikwijls verschillende interpretaties van de kunst.
De leden zetten zich af tegen de weerstand die zij, als progressieve schilders, nog steeds ondervonden in de Brusselse kunstwereld. Zij wilden een vrije en individuele interpretatie van de natuur, los van iedere conventie.. Zij wilden een herstel van de schilderstijl waarbij de interpretatie op het doek primeert op de weergave van het onderwerp.
Door de uitstraling van deze vereniging werd Brussel het artistiek centrum bij uitstek in plaats van Antwerpen (Wappers, Leys, de Braekeleer). Deze vereniging richtte zelf tentoonstellingen in en stichtte het kunsttijdschrift “L’Art libre” (1871–1872), waarin de leden hun kunsttheorieën konden uiteenzetten. Hiermee konden zij hun invloed nog verder uitbreiden.

## Salondeelnames
- Hij nam deel aan het Salon van Brussel in 1848 (gouden medaille), 1854, 1857, 1860, 1863, 1867 en 1875
- Tentoonstelling van Levende Meesters 1848, Amsterdam: “Mussen in een wijngaard”
- Tentoonstelling van Levende Meesters 1848, Rotterdam: “Bloemen en fruit” (toen : verz. P.H. Tromp)
- Tentoonstelling van Levende Meesters 1849, Den Haag: “Druiven”
- Salon 1850, Paris: “Druiven” (de verslagen van het Salon vermelden ten onrechte 1851 als datum, hoewel er in 1851 geen Salon plaatsgreep). Hier verkreeg hij de bronzen medaille.
- Tentoonstelling in Gent in 1853
- Tentoonstellingen in Antwerpen in 1861 en 1863
- Salon van Parijs 1863
- Salon van Parijs 1869: bronzen medaille
- Tentoonstelling van Levende Meesters 1877, Amsterdam: “Bloemen, vruchten en accessoires”, “Bloemen aan de waterkant”
- Tentoonstelling in 1880 in het Paleis van Schone Kunsten (Brussel), ter gelegenheid van het vijftigjarig bestaan van België.
- Wereldtentoonstelling Parijs 1889: medaille “hors concours”

## Reizen
Zijn succes stelde hem in staat tal van grote reizen te ondernemen naar Europese (Spanje, Italië, Engeland), maar ook naar exotische bestemmingen zoals Egypte, Palestina, Syrië en Indië (1880-81). Zijn reiservaringen verwerkte hij in reisverhalen: “Fragments d’un voyage dans l’Inde et à Ceylon” (1883; eerst verschenen in L’Indépendance Belge), “Les paysages des tropiques” (1890), “Une ville abandonnée” (1891) en “Bénares” (1892). Hij schreef ook een semiautobiografisch werk, “Les débuts d’un peintre” (1886). Van zijn exotische reizen bestaan ook geschilderde getuigenissen: Indische Moskee, Terugkeer van de tijgerjacht, enz.

## Latere jaren
Door zijn succes kon Robie in Sint-Gillis (Brussel) een riante woning met tuin en moestuin betrekken. In zijn onmiddellijke omgeving woonden er verschillende kunstenaars, zodat men in zekere zin kan spreken van een kleine kunstenaarskolonie : François Xavier Roffiaen, Leopold Decoen, Alfred Cluysenaer, André Hennebicq en de beeldhouwers Adolphe Fassin, Juliaan Dillens (na elkaar op hetzelfde adres) en George Houtstont.
Hij bezat eveneens een schitterende collectie Indische voorwerpen. Hij kweekte als hobby zelf zijn groenten. Daaruit blijkt – wat door De Taeye die hem persoonlijk kende, wordt vermeld – dat Robie ondanks zijn fenomenale successen een noest werker bleef en ook een eenvoudig goedhartig mens was.
Een van zijn buren was Victorine Tasson-Snell (dochter van zijn leermeester aan de academie), die een bedrijf voor kunstmaterialen runde. Haar dochter Marie was leerlinge van Robie maar stierf op 24-jarige leeftijd. Een andere leerlinge was Emma Washer. Emma Washer en haar zuster Jeanne werden algemeen erfgenaam van Robie, die vrijgezel was gebleven en verkregen zijn huis met tuin en zijn schilderijen.

## Onderscheidingen
In 1890 werd Robie corresponderend lid van de Klasse der Schone Kunsten van de Académie royale de Belgique, waarvan hij in 1891 werkend lid en in 1899 bestuurder werd. Robie ontving heel wat onderscheidingen n.a.v. de salons in binnen- en buitenland. Ook was hij drager van talrijke binnen- en buitenlandse decoraties, zoals Ridder in de Légion d’Honneur en ridder (1861), officier (1869) en ten slotte commandeur (1881) in de Leopoldsorde.

## Musea
Zijn vele werken staan tentoongesteld in verschillende musea :
- Boston : Museum of Fine Arts
- Brooklyn
- Brugge, Stedelijke Musea (Stadhuis)
- Brussel, Bellevuemuseum: een ensemble bloemstillevens;
- Brussel, Kon. Musea voor Schone Kunsten: Druiven (1861), Bloemen, vruchten en accessoires, De Zomer, Terugkeer van de tijgerjacht; Brand in de Jungle, Herfstrozen.
- Canberra Museum and gallery : Bloemen en Fruit (1877)
- Firenze, Uffizi: Zelfportret
- Gent, Museum voor Schone Kunsten
- Hamburg
- Lille
- Minneapolis
- Sidney, Art Gallery of New South Wales: Bloemen en accessoires.

Veel van zijn werken behoren echter nog tot privécollecties.

## Iconografie
Van Robie bestaan verschillende portretfoto’s, onder andere staat er een afgebeeld in De Taeye (zie Lit.); Eugène Broerman portretteerde hem op schitterende wijze in houtskool voor zijn portrettengalerij Célébrités Nationales (Brussel, Kon. Musea voor Schone Kunsten; afbeelding in Flippo (zie Lit.). Het Uffizi te Florence bezit een zelfportret.